# 半井成近
半井 成近（なからい なりちか）は、江戸時代初期の医師。4代半井驢庵、法名は瑞寿。徳川幕府で奥医師の長である典薬頭を務めた。

## 生涯

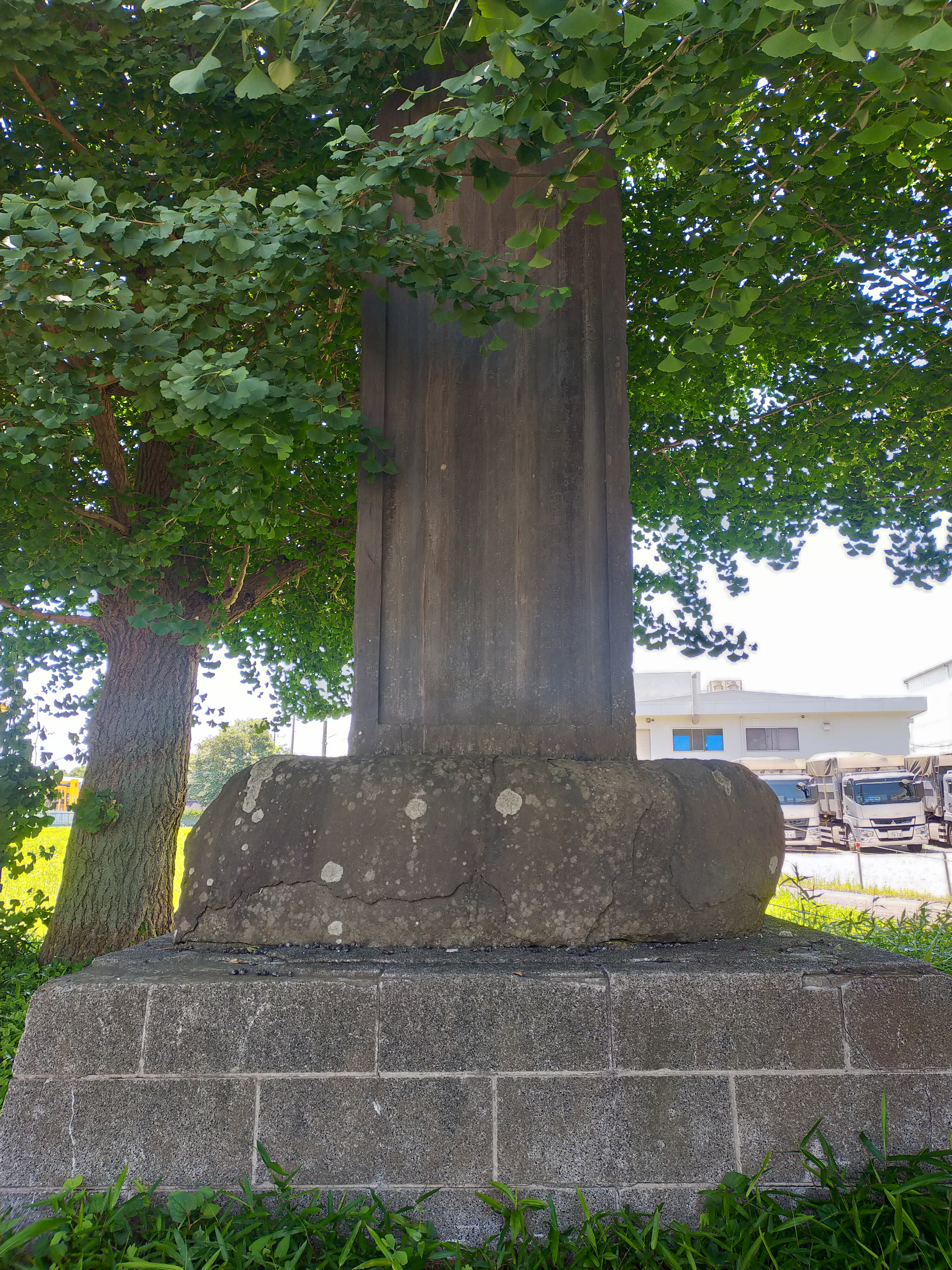
驢庵半井瑞寿館阯之碑（神奈川県海老名市）

半井驢庵家に生まれる。父の利親（瑞玄）は慶長8年（1603年）に25歳で没した。母は藤堂高虎の娘。
寛永元年（1624年）10月、江戸に召し出されて徳川家光に仕えた。この年、祖父の半井成信（3代驢庵、瑞桂）は通仙院を号し、剃髪した成近に驢庵の号を譲った。寛永5年（1628年）には家光の疱瘡や瘧疾に対して調薬を行った。寛永7年（1630年）には幕府からの執奏により、朝廷から素絹の着用を許された。
寛永8年（1631年）の年頭には奥医師の筆頭として拝謁した。寛永9年（1632年）10月27日、相模国高座郡で1000石の知行を与えられた。
寛永10年（1633年）5月21日には将軍の命により、小田原藩主稲葉正勝の病気を診察するために小田原に派遣される。寛永14年（1637年）、家光の病気の診察にあたる。同年、家蔵の『聖済総録』に欠本があったため、幕府所蔵本から写本を行って補うことを願い出、全200冊を整えた。
その後、家光の勘気を被り、一時期奥医師から外された。寛永15年（1638年）9月17日に赦免されて職務に復帰した。
成近は江戸来住後も隔年で京都に赴き、朝廷に奉仕した。寛永16年（1639年）3月11日、家光の命を受けて京都に派遣されて、「御咳気」を患った東福門院の治療にあたった。同年6月9日には、久志本常尹と交互に朝廷に勤仕するよう命じられた。
同年6月15日、祖父の遺領であった山城国愛宕郡内の500石も合わせ、合計1500石を知行した。しかし同年10月9日に京都で没した。

## 驢庵屋敷

### 江戸屋敷
寛永元年（1624年）に幕府に召し出された際、成近（驢庵）の屋敷は元吉原（中央区日本橋人形町付近）に設けられた。なお、驢庵の江戸屋敷は子の半井成忠（5代驢庵）の時代に明暦の大火で焼失し、小川町（千代田区神田小川町）・表猿楽町（千代田区神田猿楽町）に移転した。

### 相模国の下屋敷

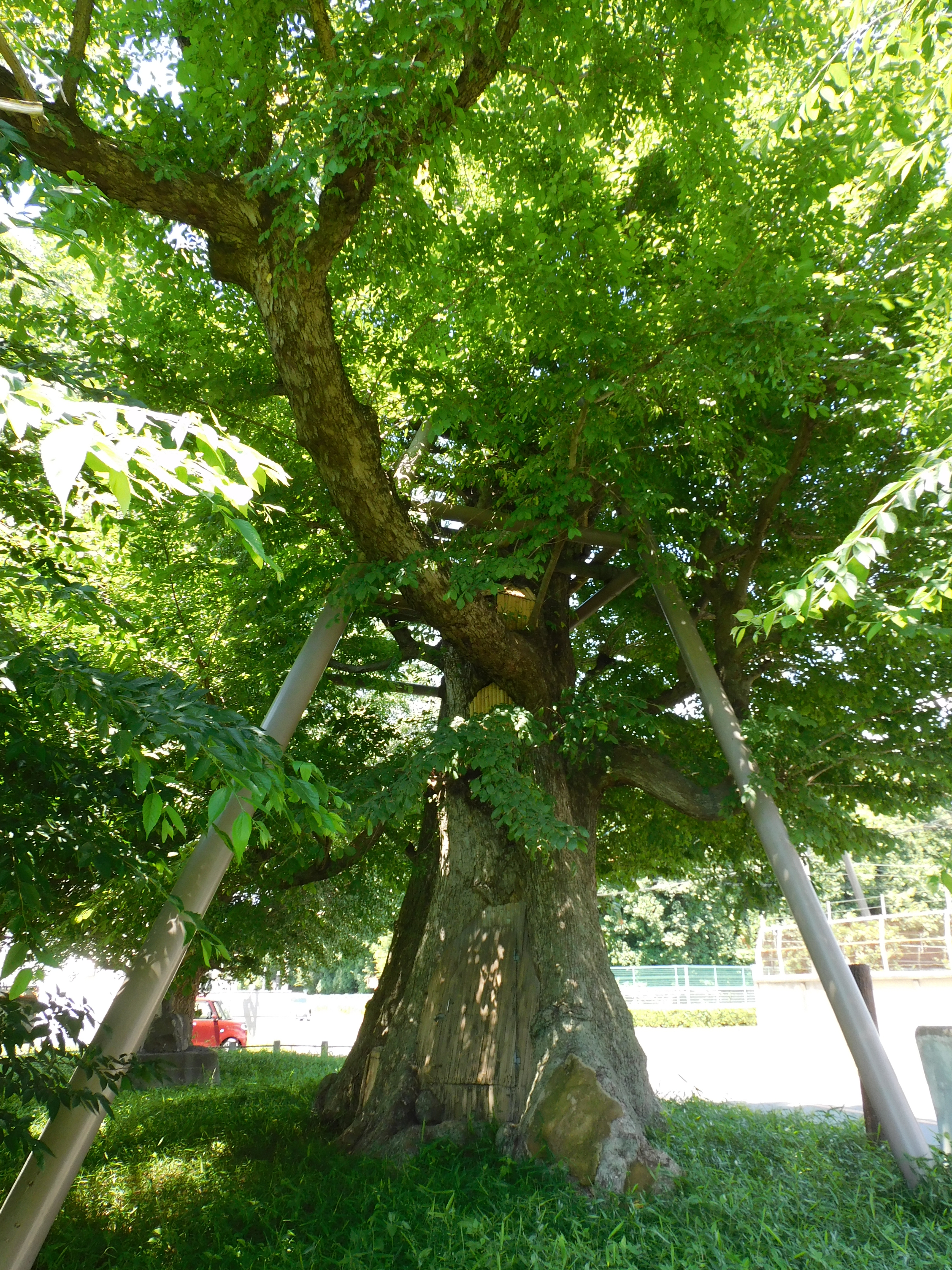
有馬のハルニレ

知行地の相模国高座郡本郷村（恩馬本郷村とも。現在の神奈川県海老名市本郷）には下屋敷が設けられ、「驢庵屋敷」の名で伝えられた。付近には「驢庵坂」などの地名が残る。1936年に「驢庵半井瑞寿館阯之碑」が建碑されている。
同地には成近が植えたとされるハルニレの木が現存する（有馬のハルニレ）。

## 家族・親族
『寛政重修諸家譜』によれば、以下の子女がいる。
- 長男：半井成忠（5代驢庵）
- 二男：半井瑞春
- 女子 - 清水瑞室（亀庵）の妻。のち清水亀庵家が断絶したため、半井家に帰る。
- 三男：半井杏庵

母は藤堂高虎の娘、妻は横浜一庵（正勝）の娘。「半井家先祖書」によれば、横浜一庵の正室は藤堂高虎の養女であり、半井家・藤堂家・横浜家は重縁関係にある。成近の母（藤堂高虎の娘）は一庵が開基となった泉涌寺照善院に葬られた。